# Katy Ugarte
Jhakeline Katy Ugarte Mamani (geboren am 21. Dezember 1971 im Distrikt Sicuani, Peru) ist eine peruanische Politikerin (Perú Libre). Sie ist seit 2021 Abgeordnete im peruanischen Kongress für die Region Cusco. Sie war im Februar 2022 Frauenministerin im Kabinett Castillo.

## Leben
Katy Ugarte wurde am 21. Dezember 1971 im Distrikt Sicuani in der peruanischen Region Cusco geboren. Sie absolvierte an der Universidad Nacional de San Antonio Abad del Cusco in Cusco ein Bachelorstudium im Lehramt und an der Universidad Nacional de San Agustín in Arequipa ein Masterstudium im Bildungsmanagement. Nach Abschluss ihres Studiums arbeitete sie als Grundschullehrerin.

## Politische Laufbahn
Bei den Wahlen in Peru 2021 stellte sich Ugarte als Mitglied der marxistischen Partei Perú Libre zur Wahl auf, um die Region Cusco im peruanischen Kongress zu vertreten. Sie wurde gewählt und ist seit dem 27. Juli 2021 und voraussichtlich bis zum 26. Juli 2026 Abgeordnete.
Als Abgeordnete brachte sie im August 2021 einen Gesetzentwurf ein, der die Notwendigkeit des Bestehens einer Eignungsprüfung für den Lehrerberuf, die das Bildungsministerium 2014 einführte, abschaffen soll. Dies solle dem Lehrermangel insbesondere in den ländlichen Regionen Perus entgegenwirken und über 14.000 ehemalige Lehrkräfte, die durch die Eignungsprüfung fielen, wieder verfügbar machen.
Nachdem Premierministerin Mirtha Vásquez am 31. Januar 2022 zurücktrat, musste Präsident Pedro Castillo sein Kabinett neu besetzen. Er ernannte daher am 1. Februar 2022 Ugarte zur neuen Ministerin für Frauen und vulnerable Bevölkerungsgruppen (Ministra de la Mujer y Poblaciones Vulnerables). Dies war sie aber nur bis zum 8. Februar 2022, als der neue Premierminister Héctor Valer nach Vorwürfen häuslicher Gewalt gegen ihn ebenfalls zurücktrat. Castillo ernannte Diana Miloslavich zu Ugartes Nachfolgerin.